# Folcroft
Folcroft es un borough ubicado en el condado de Delaware en el estado estadounidense de Pensilvania. En el año 2000 tenía una población de 6,978 habitantes y una densidad poblacional de 1,989 personas por km².

## Geografía
Folcroft se encuentra ubicado en las coordenadas 39°53′36″N 75°16′51″O / 39.89333, -75.28083

## Demografía
Según la Oficina del Censo en 2000 los ingresos medios por hogar en la localidad eran de $44,443 y los ingresos medios por familia eran $50,791. Los hombres tenían unos ingresos medios de $38,105 frente a los $27,098 para las mujeres. La renta per cápita para la localidad era de $17,727. Alrededor del 8.4% de la población estaba por debajo del umbral de pobreza.